# لاسلطوية جماعية

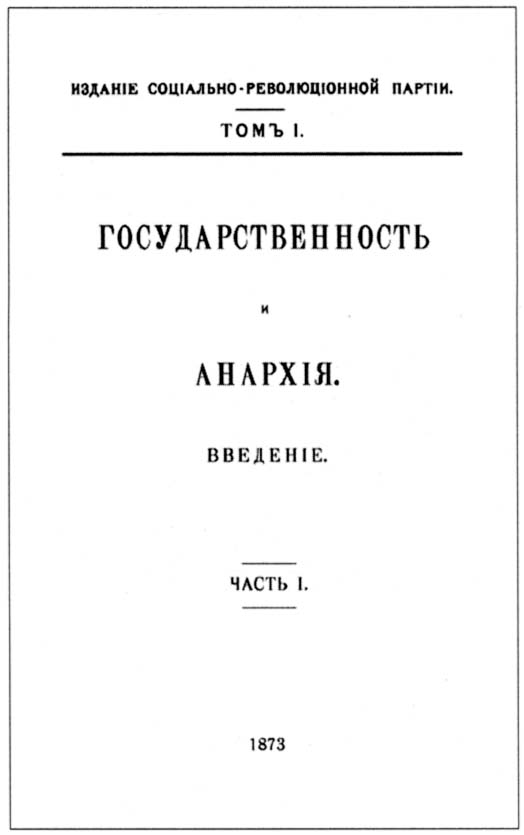

الأناركية الجماعية  وتعرف باسم اللاسلطوية الجماعية، هي مذهب ثوري يهدف إلى إسقاط الدولة والملكية الخاصة لوسائل الإنتاج لصالح الملكية الجماعية والإدارة الذاتية وذلك عن طريق الثورة العمالية. وعند تحقيق الملكية الجماعية رواتب العمال سوف تتحدد من قبل المنظمات الديمقراطية التي تقوم على مبدأ لكل وفقا لعمله. هذه الأجور سوف تتحدد لشراء البضائع من السوق المشتركة. وهنا تتعارض مع الشيوعية اللاسلطوية التي تدعو إلى إسقاط نظام الأجور، وحيث الأفراد لديهم الحرية ليأخذوا حاجتهم من مستودعات البضائع. تعتبر اللاسلطوية الجمعية مذهب يربط بين الفردية والجماعية.
ترتبط اللاسلطوية الجمعية بميخائيل باكونين، الفرع معاداة السلطوية من جمعية الشغيلة العالمية والحركة اللاسلطوية الأسبانية.

## المقارنة مع الشيوعية اللاسلطوية
إن الفروقات بين الشيوعيين والجماعيين هي مسألة المال بعد الثورة. فالشيوعيين اللاسلطويين يرون بأن إسقاط المال هو أمر ضروري بينما الجماعيين اللاسلطويين تعتبر أن الأساس هو إسقاط الملكية الخاصة لوسائل الإنتاج. إن كل من الشيوعيين والجماعيين ينظمون الإنتاج من قبل جمعيات المنتجين، ولكنهما يختلفان حول كيفية توزيع الإنتاج. الشيوعية تعتمد مبدأ الحاجة بينما الجماعية تعتمد مبدأ العمل. ويعتبر العديد من الجماعيين اللاسلطويين بأن ارتفاع الإنتاجية وازدياد الحس الجماعي سوف يقود إلى اختفاء المال.
الجماعيين اللاسلطويين يستخدمون مصطلح الجماعية لتمييز أنفسهم عن التبادلية (برودون) والاشتراكية السلطوية (كارل ماركس).

## النظرية
إن الفرق بين الشيوعية اللاسلطوية واللاسلطوية الجماعية هو أنه في الثانية وسائل الإنتاج سوف تصبح اشتراكية ولكن نظام الأجور سوف يقوم على كمية العمل، أما الأولى فتدعو أيضا للاشتراكية في الإنتاج وفي التوزيع وذلك وفقا للحاجة.
تؤكد الجماعية على الملكية الخاصة الجماعية، بينما الشيوعية ترى بأن وسائل الإنتاج والتوزيع يجب أن تكون ملكية اشتراكية أو اجتماعية والملكية الخاصة هي الملكية الفردية. كما أن الجماعية تؤمن بالتعويض بينما الشيوعية ترى بأن هذا سوف يقود إلى نظام العملات والحاجة للدولة. يمكن النظر إلى اللاسلطوية الجماعية تربط بين الشيوعية والتبادلية.